# IPhone 16e
iPhone 16e  — смартфон, разработанный и продаваемый компанией Apple Inc. как часть серии iPhone. Он входит в линейку iPhone 16, включающую также модели iPhone 16, iPhone 16 Plus, iPhone 16 Pro и iPhone 16 Pro Max. Представленный 19 февраля 2025 года как доступная модель, он был выпущен со стартовой ценой 599 долларов США, что выше стартовой цены его предшественника — iPhone SE (3-го поколения).
Смартфон оснащён чипом A18 с четырёхъядерным графическим процессором, тогда как в iPhone 16 используется версия с пятью ядрами, кнопкой действия вместо переключателя беззвучного режима, 48-мегапиксельной основной камерой с технологией Fusion 2 в 1, Face ID, портом USB-C вместо Lightning и совершенно новым сотовым модемом Apple C1, который разработан Apple и произведён по контракту компанией TSMC. iPhone 16e поддерживает Apple Intelligence.
В отличие от моделей iPhone 16 и iPhone 16 Pro, iPhone 16e не имеет нескольких функций, включая управление камерой, сверхширокий объектив камеры, сверхширокополосную связь второго поколения. Но iPhone 16e не поддерживает MagSafe и даже в оригинальных чехлах нет MagSafe, но все таки есть компании которые выпускают чехлы для iPhone 16e с MagSafe. Его дисплей, как и у iPhone 14, сохраняет вырез вместо Dynamic Island. iPhone 16e позиционируется аналогично iPhone 5c, который был упрощённой версией iPhone 5s с ограниченным набором функций.
После анонса iPhone 16e выпуск iPhone 14, iPhone 14 Plus и iPhone SE (3-го поколения) был прекращён, что завершило процесс перехода всех моделей iPhone с фирменного порта Lightning на порт USB-C. С этого момента в продаже больше не осталось iPhone с кнопкой «Домой», а Face ID стала стандартной технологией аутентификации во всей линейке iPhone.

## История
Первоначально ходили слухи, что преемник iPhone SE (3-го поколения) может получить название iPhone 16e. Это было подтверждено 19 февраля 2025 года, когда Apple официально представила устройство. Это означает, что iPhone 16e может быть использован в качестве модели начального уровня серии iPhone 16.
iPhone 16e был официально анонсирован 19 февраля 2025 года.
Apple начала принимать предварительные заказы с 21 февраля 2025 года, а продажи начались с 28 февраля 2025 года.

## Дизайн
Первая модель iPhone начального уровня, не имеющая кнопки «Домой» и оснащённая дисплеем от края до края. Смартфон имеет алюминиевую рамку в паре со стеклянной передней панелью и матовым задним стеклом. Размеры и дизайн передней панели идентичны iPhone 13 и iPhone 14.

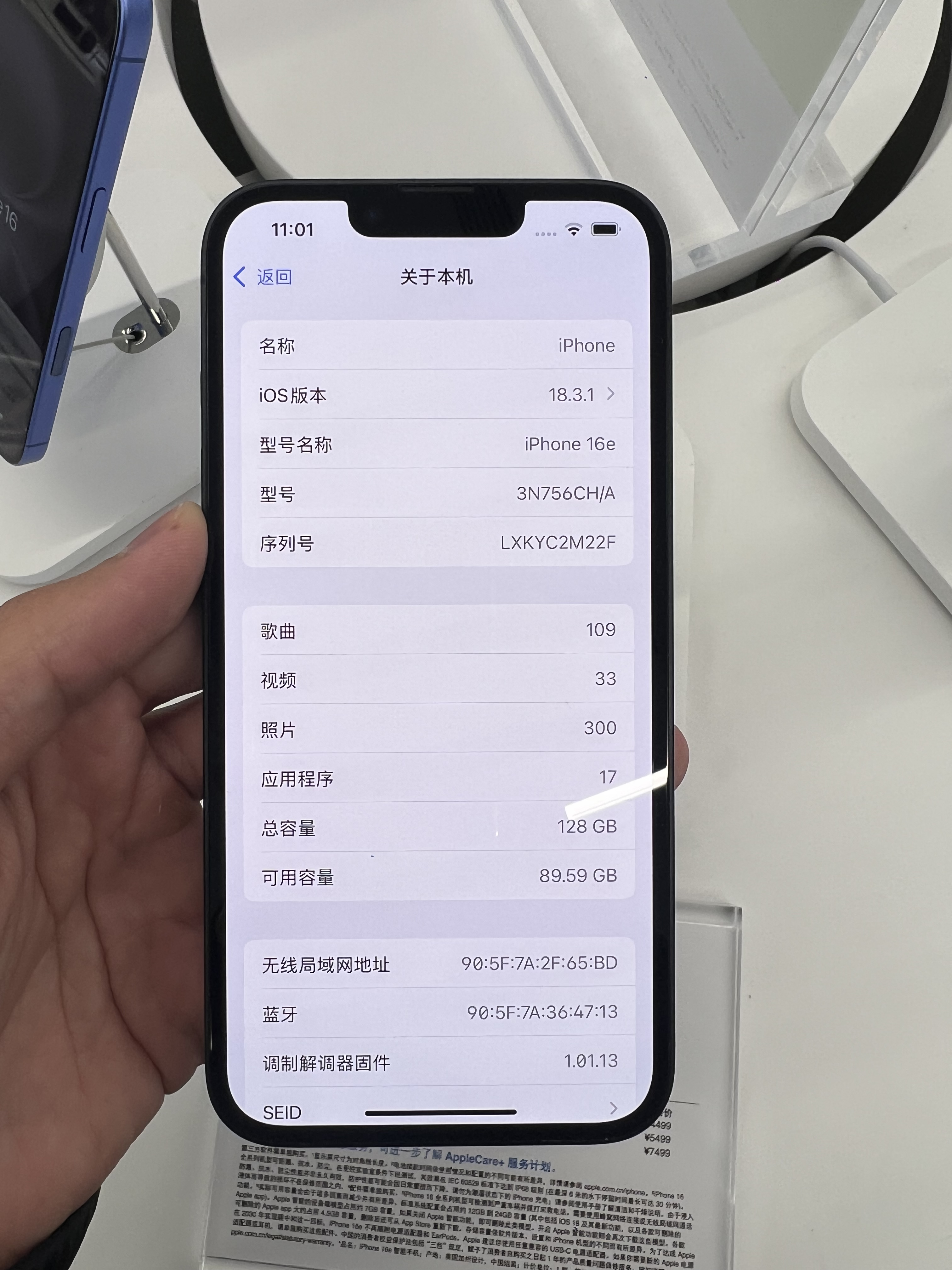
Лицевая сторона iPhone 16e
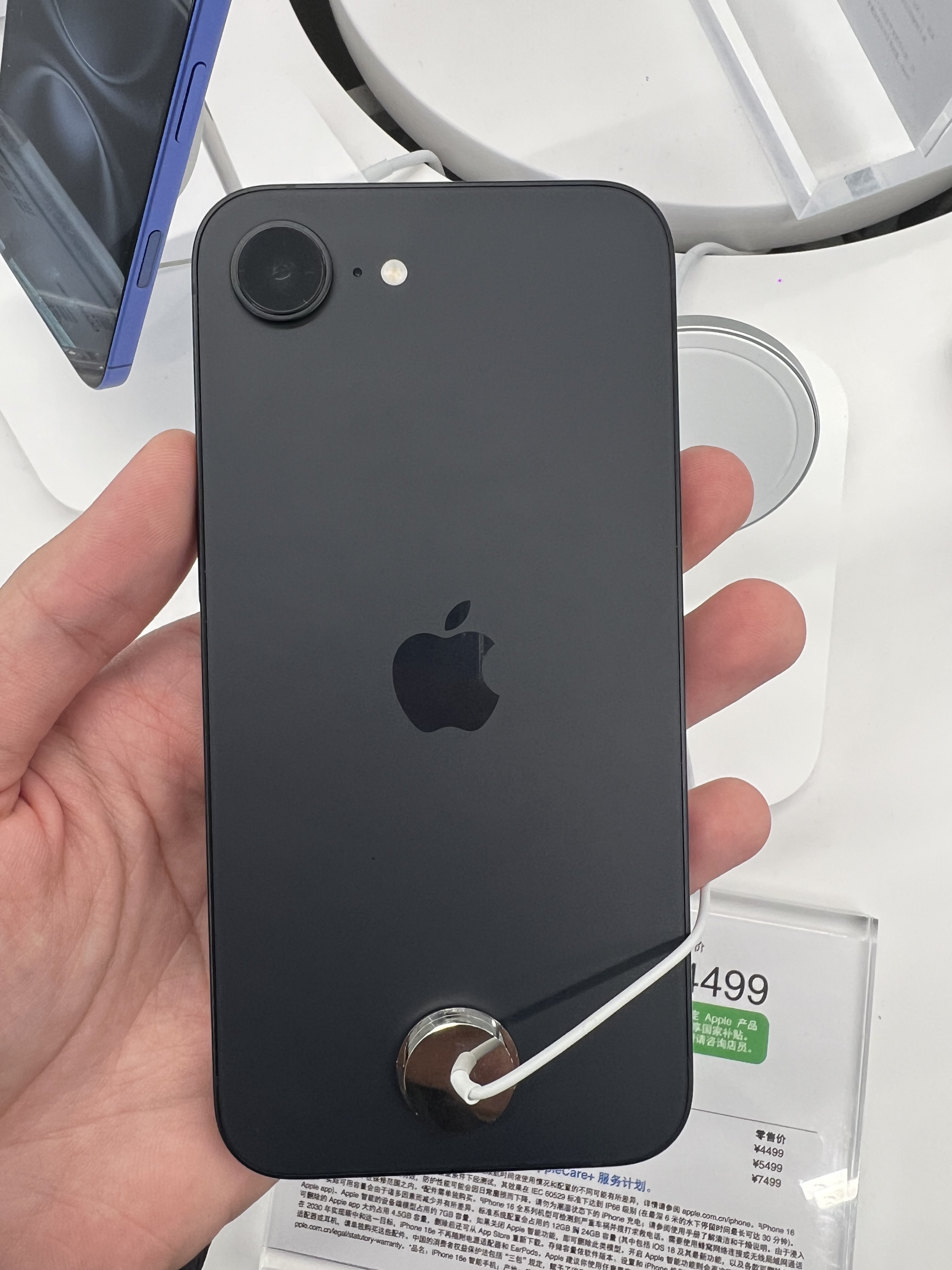
Тыльная сторона iPhone 16e

### Цвета
iPhone 16e доступен в двух цветах: чёрном и белом.
| Цвет | Название |
| ---- | -------- |
|      | Белый    |
|      | Чёрный   |

## Программное обеспечение
Поставляется с iOS 18.3.1. Поддерживает Apple Intelligence.

## Восприятие
iPhone 16e получил в целом положительные отзывы, многие отметили с положительной стороны модем Apple C1 и время автономной работы устройства, но критиковали ценовую политику в отношении смартфона, а также компромиссы, с которыми необходимо мириться, особенно критикуется отсутствие MagSafe.
Патрик Холланд, обзорщик портала CNET, посвящённого технологиям, оценил смартфон в 8,5 баллов из 10. Холланд провел прямое сравнение iPhone 16e и iPhone 16 Pro Max, чтобы оценить разницу в скорости загрузки данных между модемом Apple C1 на iPhone 16e и модемом Qualcomm на iPhone 16 Pro Max. Было проведено тестирование сети 5G оператора AT&T на улице и внутри помещения. Сравнение показало, что модем Apple C1 может выдать более высокую скорость загрузки данных, чем модем от компании Qualcomm.
Издание The Verge оценило смартфон в 7 баллов из 10, назвав устройство «знакомым», также указав, что качество видеозвонков и скорость загрузки данных на устройстве «могли бы вырваться вперед», но значительной разницы замечено не было.
Джулиан Чоккату, обзорщик журнала Wired, оценил смартфон в 7 баллов из 10, но дал ему более критичную оценку. Он указал, что цена смартфона в 599 долларов кажется как минимум на 100 долларов завышенной для тех, кто желает приобрести смартфон, который «просто должен являться iPhone». Также им было высказано мнение, что смартфон является надёжным, но не очень выгодным.